# Parapsychologie
Parapsychologie (dříve metapsychologie, v zemích bývalého východního bloku se používá i materialističtěji znějící termín psychotronika) se zabývá studiem údajných psychických jevů (mimosmyslové vnímání, telepatie, prekognice, jasnovidectví, psychokineze a psychometrie) a dalších paranormálních tvrzení, například těch, která se týkají zážitků blízkých smrti, synchronicity, zjevení atd. Je považována za pseudovědu a naprostá většina vědců hlavního proudu ji odmítá.
Parapsychologický výzkum se téměř nikdy neobjevuje v mainstreamových vědeckých časopisech. Většina prací o parapsychologii je publikována v malém počtu specializovaných časopisů. Parapsychologie je kritizována za to, že pokračuje ve zkoumání, přestože ani po více než sto letech výzkumu nedokázala poskytnout přesvědčivé důkazy o existenci jakýchkoli psychických jevů.

## Termín parapsychologie
Vznikl koncem 19. století, kdy někteří vědci začali záhadné jevy při spiritistických seancích (Spiritismus) vysvětlovat mimosmyslovým působením. V r.1882 byla založena v Londýně první parapsychologická společnost „Society for Psychical Research“, záhy další společnosti i speciální vědecké parapsychologické laboratoře a začaly se vydávat parapsychologické časopisy. Samotný název disciplíny parapsychologie pochází od německého filozofa Maxe Dessoira, jež jej uvedl v roce 1889.
Oficiálně byl přijat po mezinárodním kongresu, jenž se konal v červenci 1953 v Utrechtu.[zdroj⁠?!] Došlo tak ke sjednocení názvu disciplíny, který byl do té doby nazýván různými názvy (psychické bádání, metapsychika, psychotronika…), což bylo matoucí. Vyústěním tohoto kongresu byl mimo jiné i vznik první evropské katedry parapsychologie na univerzitě v Utrechtu.

## Parapsychologické jevy
Do rámce parapsychologie patří různé mimosmyslové schopnosti, jevy psychosenzorické i psychomotorické. Do první skupiny patří mimosmyslové vnímání (Extra Sensory Perception – ESP), kam řadíme jasnovidnost (paragnózie), přenos myšlenek (telepatie) a předvídání budoucnosti (proskopie). Mezi jevy psychokinetické, motorické, patří telekineze, levitace, materializace, transformace energie apod. Všechny tyto jevy mají být zprostředkovány dosud neznámou silou. Představy o její povaze byly rozmanité, od materialistických, jako je elektrická energie, biomagnetismus (mesmerismus), kosmická i gravitační energie, vibrace, dnes kvantové děje, až k mystickým (mentiony, tachyony, astrály atd.). Byl zvolen i neutrální termín pro takové síly: „psí“ (PSI = psychické síly).
Studium parapsychologických jevů mělo zprvu charakter vědecké disciplíny, která se snažila experimentálně tyto jevy potvrdit, a prokázat také existenci síly „psí“, např. hádáním tažených karet, viděním na dálku, Ganzfeld experimenty nebo ovlivněním generátorů náhodných čísel psychickým působením. Experimentální výzkum, který měl umožnit využívat mimosmyslové kontakty ve vojenství, se prováděl i v době studené války v USA, Británii i v SSSR.
Například C. M. Pleas a N. Dean Dey, nevýzkumní pracovníci na univerzitě v Delaware, při studiu mimosmyslové interakce člověka a mikrobů (Tetraselimis suecica) v letech 1986–1989 došli k závěru, že signifikancí p < 0,05 nelze tuto interakci potvrdit v opakovatelných experimentech. Přesto v závěru konstatují, že mimosmyslová interakce může být souvztažným jevem, který je závislý na vjemech.
Ze strany vědecké komunity jsou parapsychologické jevy nezřídka prohlašovány za neexistující nebo neprokázané a celá parapsychlologie za nevědeckou nebo pseudovědeckou.

## Lidé
K významným parapsychologům patřil Břetislav Kafka (1891–1967), který využíval k výzkumu paranormálních jevů hlubokého hypnotického transu. Kafka byl mimořádný hypnolog a díky spolupráci s výtečnými subjekty učinil řadu zajímavých pokusů a objevů v oblasti telepatie, jasnovidectví či telekineze. Veškeré své poznatky, které za bezmála 40 let systematické práce nashromáždil, soustředil ve svých knihách Parapsychologie, Nové základy experimentální psychologie a Kultura rozumu a vůle.
Na Univerzitě ve Virginii existuje oddělení zvané Division of Perceptual studies (Divize perceptuálních studií), kterou založil Ian Stevenson, známý svým výzkumem "případů reinkarnačního typu" (spontánních vzpomínek na minulé životy u dětí). Toto oddělení se kromě toho zabývá ještě prožitky blízké smrti, změněnými stavy vědomí a "psi" jevy obecně. Vede jej Jim B. Tucker, který se také zabývá případy reinkarnačního typu.